# 饶凤关之战
饶凤关之战，發生於南宋绍兴三年（金天会十一年，1133年），宋軍在饶凤关（今陕西省石泉西北）与金军进行的一次作战。
和尚原之战后，金朝陕西经略使完颜杲率军十余万，继续在川陕向南宋大举进攻，企图避开和尚原从宋军防守薄弱的饶风关进入四川。1132年十月，金军攻破商州（今陝西省商洛市商州区）后，又在1133年正月初九，攻佔金州（今陕西省安康市）。南宋知兴元府刘子羽派统制官田晟率兵守备饶凤关，以阻挡金军，驰报吴玠请援。吴玠当即率部从河池（今甘肃省徽县）日夜兼程三百里赶到饶凤关。二月初五，在完颜杲督令下，金军穿着重甲，登山攻关。吴玠命令所部和前来增援的洋州（今陕西省洋县）义士与金州、均州、房州安抚使王彦所率领的八字軍，共三万余人。凭借地势，以强弓硬弩，轮番发射，顽强坚守六昼夜，金軍伤亡惨重。二月十一日，吴玠部下一个军校降金，带领金军从蝉溪岭绕到关后，夜袭击郭仲荀率领的宋军，占领山寨，对饶风关居高临下，派一部精兵攻打宋军背后。宋军腹背受敌，被迫败退。吴玠带领余部退到西县（今陕西省勉县西），王彦率军奔达州（今四川省达州市）。二月十三日，金军攻入兴元府（今陕西省汉中市）。刘子羽焚城，带领余部退至三泉（今陕西省宁强县西北）。吴玠认为金军粮草难以为继，不能久驻，于是回师河池，准备断其归路。金军粮草不继，疾病流行，在四月初率兵北返，吴玠乘机派兵于武休关（今陕西省留坝县东南）袭击金军后队，金军不备，被斩杀和坠落涧中数千人，丢弃所获辎重而去。王彦乘势收复金州。